# پنجاه و هفتمین دوره جوایز بفتا
پنجاه و هفتمین دورهٔ جوایز بفتا در سال ۲۰۰۴ در لندن بریتانیا برگزار شد که ارباب حلقه‌ها: بازگشت پادشاه بهترین فیلم سال شد . اسکارلت جوهانسون برای فیلم گمشده در ترجمه و دختری با گوشواره مروارید کاندیدای بهترین بازیگر نقش اول زن شد که توانست برای دختری با گوشواره مروارید به این جایزه برسد. شان پن نیز برای بازی در ۲ فیلم کاندیدای دریافت بهترین بازیگر نقش اول مرد شد.

## نامزدی‌ها و جوایز
| بهترین فیلم | بهترین کارگردانی |
| --- | --- |

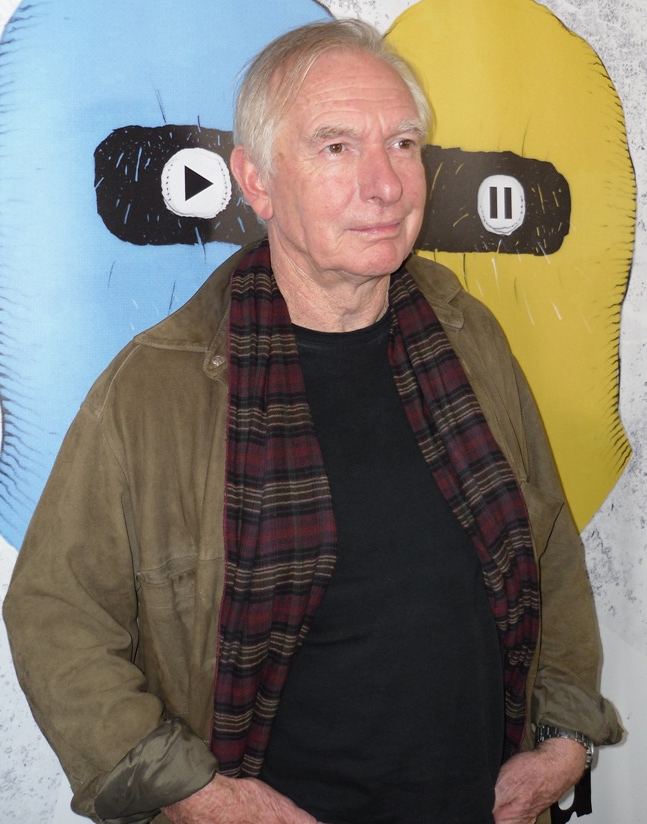
پیتر ویر, برنده بهترین کارگردانی

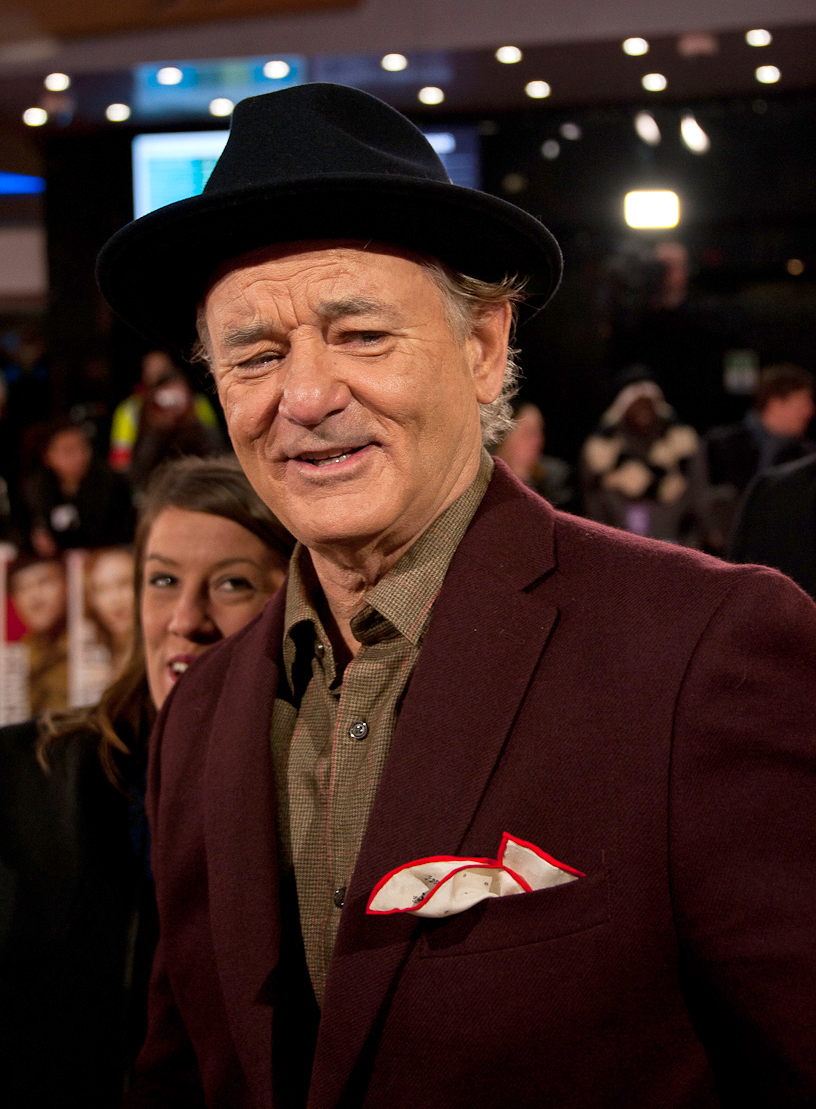
بیل مری, برنده بهترین بازیگر نقش اول مرد

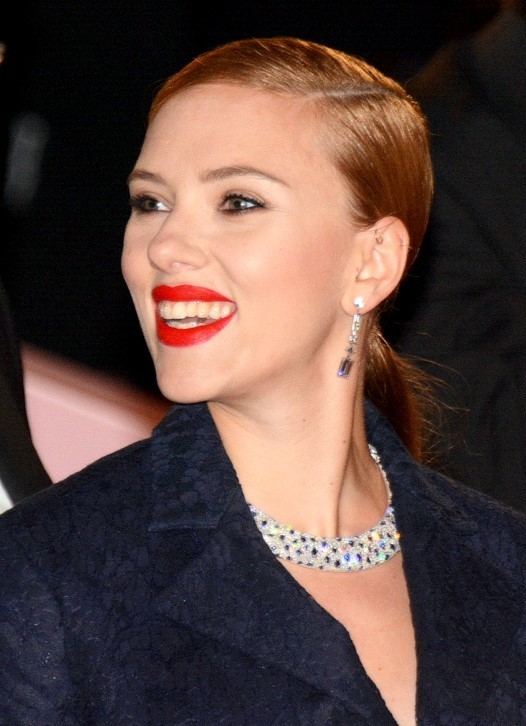
اسکارلت جوهانسون, برنده بهترین بازیگر نقش اول زن

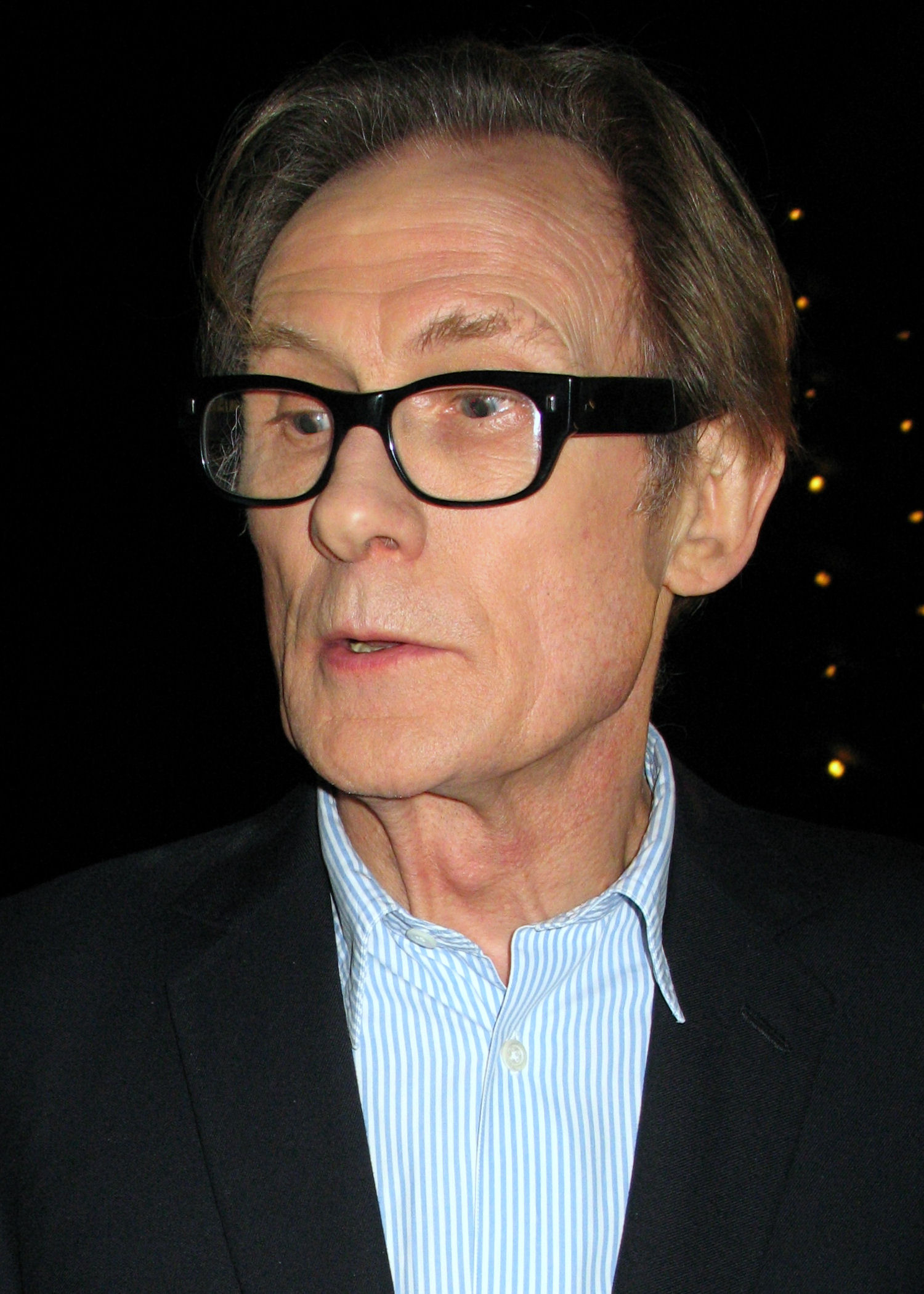
بیل نای, برنده بهترین بازیگر نقش مکمل مرد

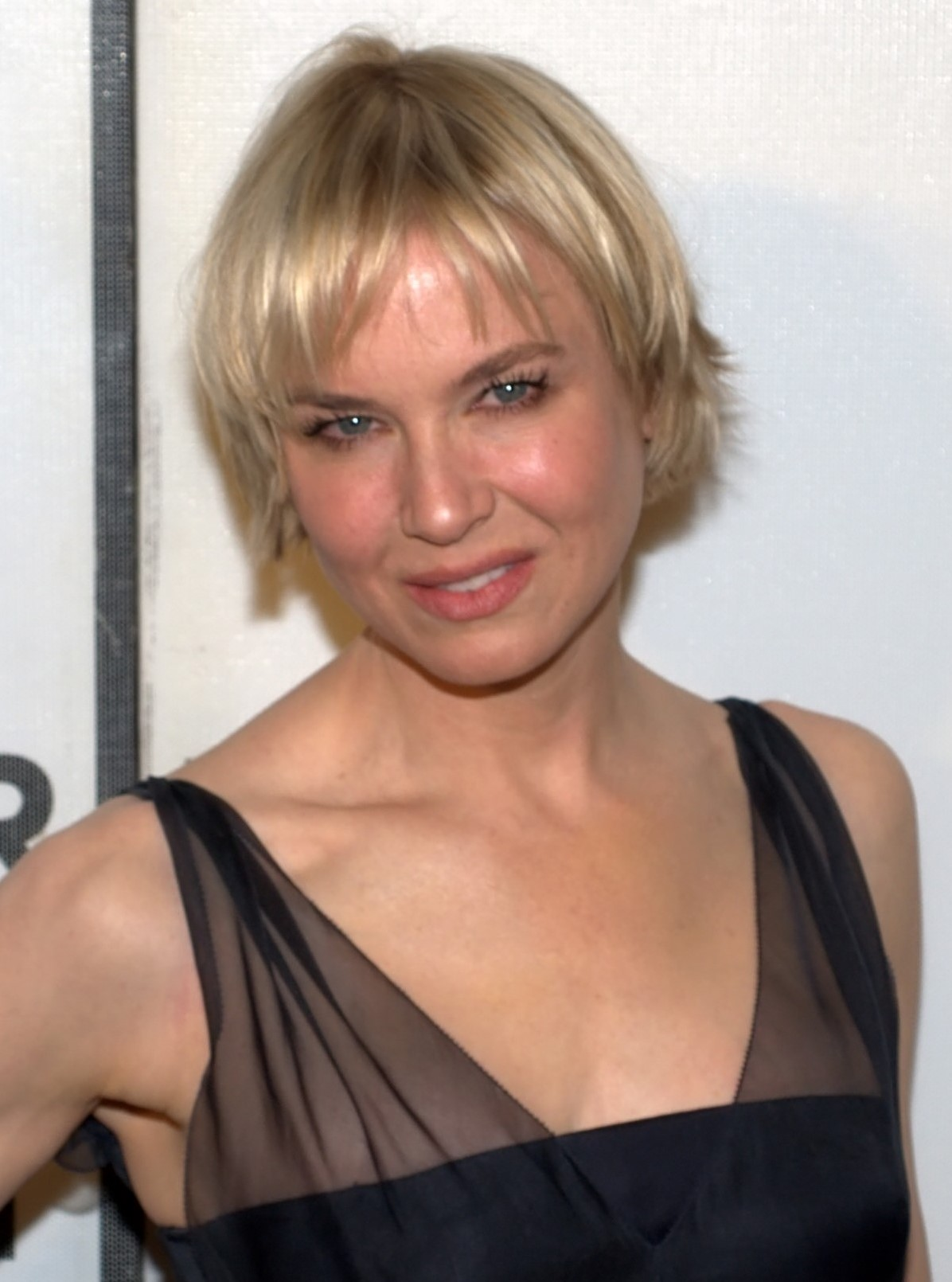
رنه زلوگر, برنده بهترین بازیگر نقش مکمل زن

| ارباب حلقه‌ها: بازگشت پادشاه - ماهی بزرگ - کوهستان سرد - گمشده در ترجمه - ناخدا و فرمانده: آخر دنیا | پیتر ویر برای کارگردانی ناخدا و فرمانده: آخر دنیا - تیم برتون برای کارگردانی ماهی بزرگ - سوفیا کوپولا برای کارگردانی گمشده در ترجمه - پیتر جکسون برای کارگردانی ارباب حلقه‌ها: بازگشت پادشاه - آنتونی مینگلا برای کارگردانی کوهستان سرد                                                        |
| بهترین بازیگر نقش اول مرد | بهترین بازیگر نقش اول زن |
| بیل مری برای فیلم گمشده در ترجمه در نقش Bob Harris - جانی دپ برای فیلم دزدان دریایی کارائیب: نفرین مروارید سیاه در نقش Jack Sparrow - بنیسیو دل تورو برای فیلم ۲۱ گرم در نقش Jack Jordan - جود لا برای فیلم کوهستان سرد در نقش W. P. Inman - شان پن برای فیلم رودخانه میستیک در نقش Jimmy Markum - شان پن برای فیلم ۲۱ گرم در نقش Paul Rivers | اسکارلت جوهانسون برای فیلم گمشده در ترجمه در نقش Charlotte - اسکارلت جوهانسون برای فیلم دختری با گوشواره مروارید در نقش Griet - ان رید برای فیلم مادر در نقش May - اوما تورمن برای فیلم بیل را بکش بخش ۱ در نقش Beatrix Kiddo / The Bride - نائومی واتس برای فیلم ۲۱ گرم در نقش Cristina Peck |
| بهترین بازیگر نقش مکمل مرد | بهترین بازیگر نقش مکمل زن |
| بیل نای برای فیلم در واقع عشق در نقش Billy Mack - پل بتانی برای فیلم ناخدا و فرمانده: آخر دنیا در نقش Stephen Maturin - آلبرت فینی برای فیلم ماهی بزرگ در نقش Edward Bloom - ایان مک‌کلن برای فیلم ارباب حلقه‌ها: بازگشت پادشاه در نقش Gandalf the White - تیم رابینز برای فیلم رودخانه میستیک در نقش Dave Boyle                                | رنه زلوگر برای فیلم کوهستان سرد در نقش Ruby Thewes - هالی هانتر برای فیلم سیزده در نقش Melanie Freeland - لورا لینی برای فیلم رودخانه میستیک در نقش Annabeth Markum - جودی پارفیت برای فیلم دختری با گوشواره مروارید در نقش Maria Thins - اما تامسون برای فیلم در واقع عشق در نقش Karen       |
| فیلم‌نامه اوریجینال | فیلم‌نامه اقتباسی |
| مأمور ایستگاه فیلم نامه‌ای از توماس مک‌کارتی - ۲۱ گرم - تهاجم بربرها فیلم نامه‌ای از دنیس آرکند - در جستجوی نمو فیلم نامه‌ای از باب پیترسون اندرو استنتون - گمشده در ترجمه فیلم نامه‌ای از سوفیا کوپولا | ارباب حلقه‌ها: بازگشت پادشاه فیلم نامه‌ای از پیتر جکسون و فرن والش - ماهی بزرگ فیلم نامه‌ای از جان آوگوست - کوهستان سرد فیلم نامه‌ای از آنتونی مینگلا - دختری با گوشواره مروارید - رودخانه میستیک فیلم نامه‌ای از برایان هالگلند                                                                   |
| بهترین فیلمبرداری | طراحی لباس |
| ارباب حلقه‌ها: بازگشت پادشاه - کوهستان سرد - دختری با گوشواره مروارید - گمشده در ترجمه - ناخدا و فرمانده: آخر دنیا | ناخدا و فرمانده: آخر دنیا - کوهستان سرد - دختری با گوشواره مروارید - ارباب حلقه‌ها: بازگشت پادشاه - دزدان دریایی کارائیب: نفرین مروارید سیاه |
| بهترین تدوین فیلم | بهترین گریم و آرایش مو |
| گمشده در ترجمه - ۲۱ گرم - کوهستان سرد - بیل را بکش بخش ۱ - ارباب حلقه‌ها: بازگشت پادشاه | دزدان دریایی کارائیب: نفرین مروارید سیاه - ماهی بزرگ - کوهستان سرد - دختری با گوشواره مروارید - ارباب حلقه‌ها: بازگشت پادشاه |
| بهترین طراحی تولید | بهترین صدا |
| ناخدا و فرمانده: آخر دنیا - ماهی بزرگ - کوهستان سرد - دختری با گوشواره مروارید - ارباب حلقه‌ها: بازگشت پادشاه | ناخدا و فرمانده: آخر دنیا - کوهستان سرد - بیل را بکش بخش ۱ - ارباب حلقه‌ها: بازگشت پادشاه - دزدان دریایی کارائیب: نفرین مروارید سیاه |
| بهترین جلوه‌های ویژه تصویری | بهترین موسیقی |
| ارباب حلقه‌ها: بازگشت پادشاه - ماهی بزرگ - بیل را بکش بخش ۱ - ناخدا و فرمانده: آخر دنیا - دزدان دریایی کارائیب: نفرین مروارید سیاه | کوهستان سرد – تی بون برنت و گابریل یارد - دختری با گوشواره مروارید – الکساندر دسپلا - بیل را بکش بخش ۱ – روبرت فیتزگرالد دیگز - ارباب حلقه‌ها: بازگشت پادشاه – هاوارد شور - گمشده در ترجمه |
| بهترین فیلم خارجی | بهترین فیلم بریتانیا |
| در این جهان - تهاجم بربرها - خداحافظ لنین - شهر اشباح - The Triplets of Belleville - بودن و داشتن | لمس کردن خلا - کوهستان سرد - دختری با گوشواره مروارید - در این جهان - در واقع عشق |

## بیشترین جوایز
- ۴ / ۱۲ ارباب حلقه‌ها: بازگشت پادشاه
- ۴ / ۸ ناخدا و فرمانده: آخر دنیا
- ۳ / ۸ گمشده در ترجمه
- ۲ / ۱۳ کوهستان سرد
- ۱ / ۱ مأمور ایستگاه
- ۱ / ۱ لمس کردن خلا
- ۱ / ۲ در این جهان
- ۱ / ۳ در واقع عشق
- ۱ / ۵ دزدان دریایی کارائیب: نفرین مروارید سیاه

## فیلم‌هایی که در هیچ رشته برنده نشدند
- ۰ / ۲ تهاجم بربرها
- ۰ / ۴ رودخانه میستیک
- ۰ / ۵ ۲۱ گرم
- ۰ / ۵ بیل را بکش بخش ۱
- ۰ / ۷ ماهی بزرگ
- ۰ / 9 دختری با گوشواره مروارید